# Analyse par combustion
L'analyse par combustion est  une méthode utilisée en chimie organique et en chimie analytique dans le but de déterminer la composition chimique des substances (plus précisément, leur formule empirique) de composés chimiques purs en provoquant leur combustion de façon que différents paramètres puissent être analysés quantitativement. Lorsque le nombre de moles de chaque produit de la combustion a été déterminé, la formule empirique, complète ou non, du composé initial peut être calculée.

## Histoire
La méthode fut inventée par Joseph Louis Gay-Lussac. Justus von Liebig a étudié celle-ci alors qu'il travaillait avec Gay-Lussac de 1822 à 1824. Il a ensuite amélioré la technique au point que celle-ci devint une méthode standard en analyse organique.

## Train de combustion

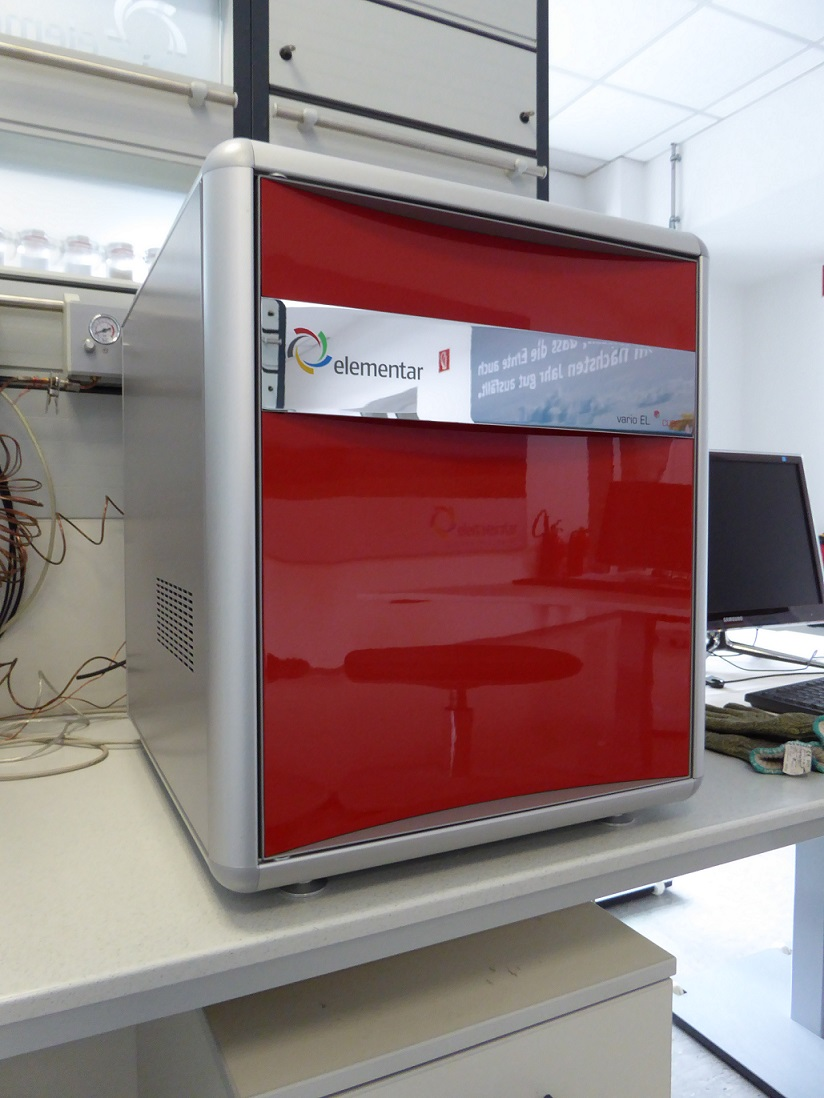
Analyseur élémentaire CHNSO de marque Elementar

Un train de combustion est un outil analytique servant à déterminer la composition élémentaire d'un composé chimique. Connaissant la composition élémentaire, une formule chimique peut être établie. Le train de combustion permet de déterminer la quantité de carbone et d'hydrogène en quelques étapes :
1. combustion de l'échantillon à haute température en présence d'oxyde de cuivre (qui sert d'agent oxydant) ;
2. collecte du gaz résultant dans un agent anhydre (perchlorate de magnésium ou chlorure de calcium) servant à piéger l'eau ;
3. collecte du reste du gaz dans une base forte (ex. : hydroxyde de potassium) servant à capturer le dioxyde de carbone.

Au début du XXIe siècle, les instruments de mesure sont suffisamment performants et précis pour automatiser ces trois étapes de façon routinière. Trois milligrammes d'un échantillon de matière suffisent pour obtenir une analyse satisfaisante. Ils sont nommés « analyseurs élémentaires », par exemple analyseur CHN.
La détermination analytique des quantités d'eau et de carbone produits à partir d'un échantillon de masse connue permet de calculer la formule empirique. Pour chaque atome d'hydrogène dans le composé, il y a ¹⁄₂ équivalent d'eau produit, et pour chaque atome de carbone dans le composé, il y a 1 équivalent de dioxyde de carbone produit.